# Dendrosenecio adnivalis
Dendrosenecio adnivalis (Stapf) E.B.Knox, 1993 è una pianta  appartenente alla famiglia delle Asteraceae, diffusa in Africa centro-orientale.

## Distribuzione e habitat
È una specie endemica del monte Ruwenzori.